# أليكس بالدوليني
أليكس بالدوليني (بالإيطالية: Alex Baldolini) مواليد 24 يناير 1985، هو متسابق دراجات نارية إيطالي. نافس في سباقات بطولة العالم لفئة 250 سي سي ولفئة 50 سي سي. كما شارك في بطولة العالم للسوبرسبورت.

## روابط خارجية
- أليكس بالدوليني على موقع MotoGP.com (الإنجليزية)
- أليكس بالدوليني على موقع WorldSBK.com (الإنجليزية)
- أليكس بالدوليني على موقع CONI honoured athlete website (الإيطالية)